# Qingpu, Huai'an
Qingpu, tidigare känt som Tsingpu, är ett stadsdistrikt i Huai'an i Jiangsu-provinsen i östra Kina.